# Pfarrkirche Prebl

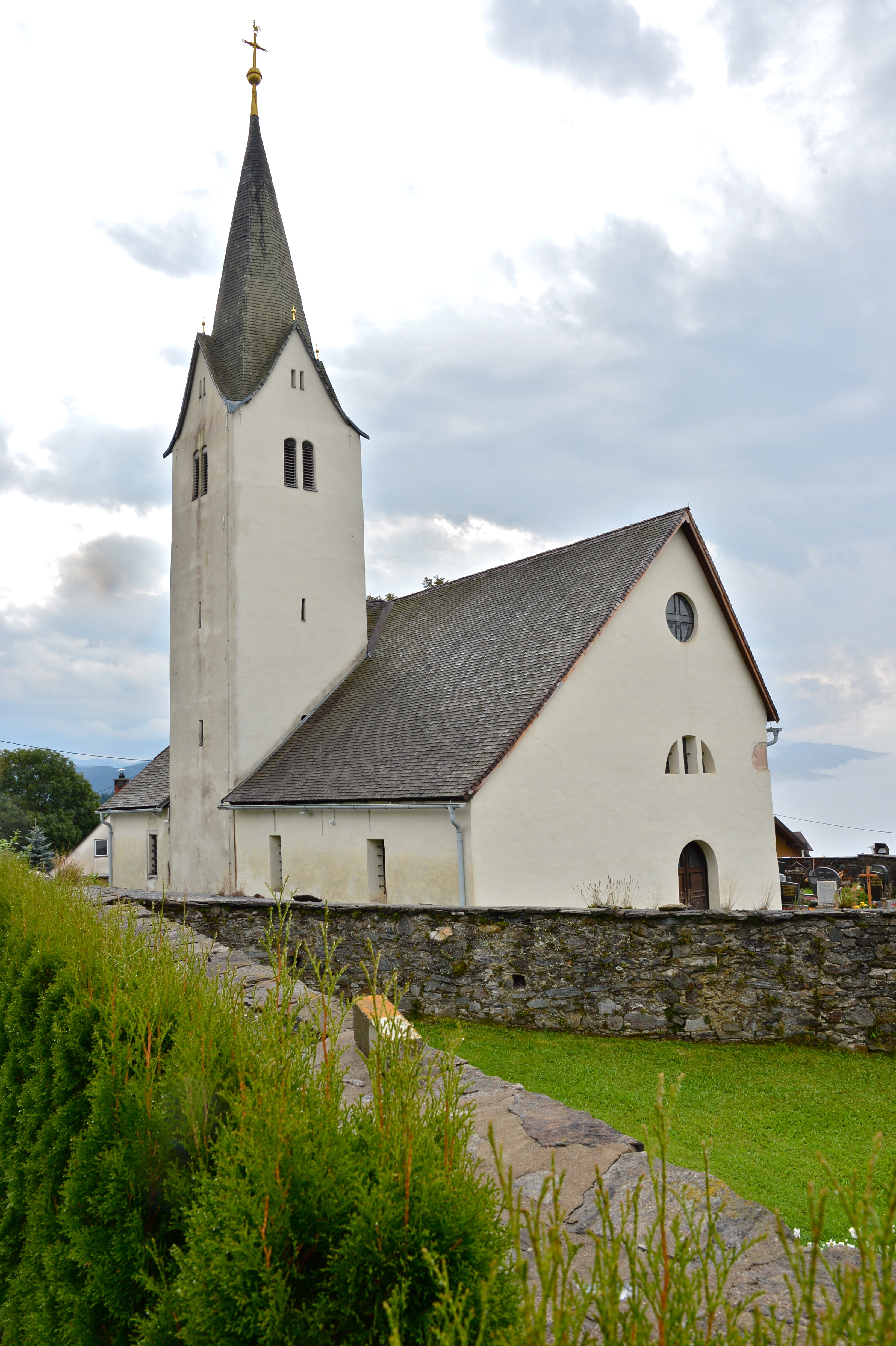
Katholische Pfarrkirche hl. Martin in Prebl

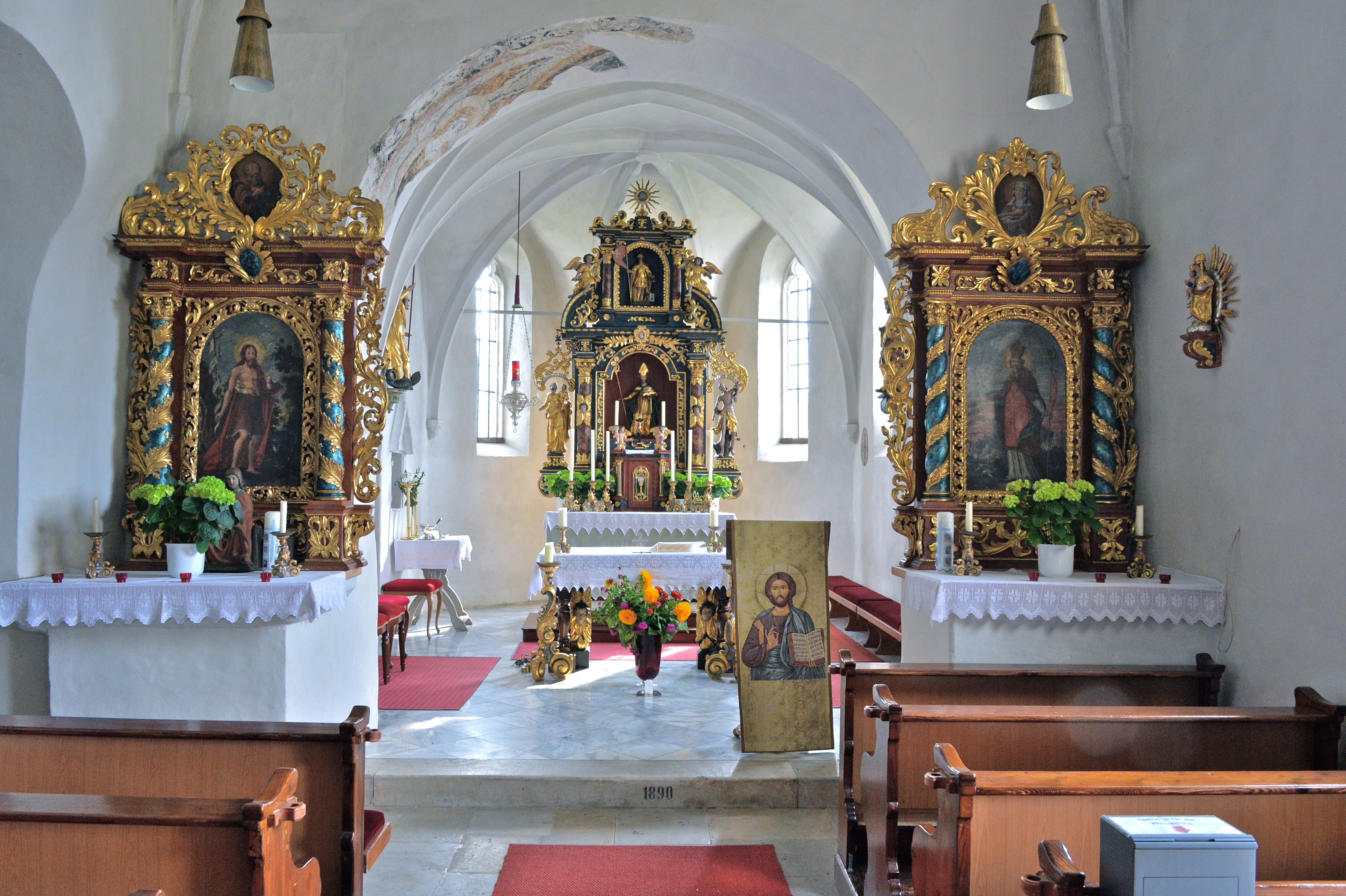
Vom Langhaus zum Chor

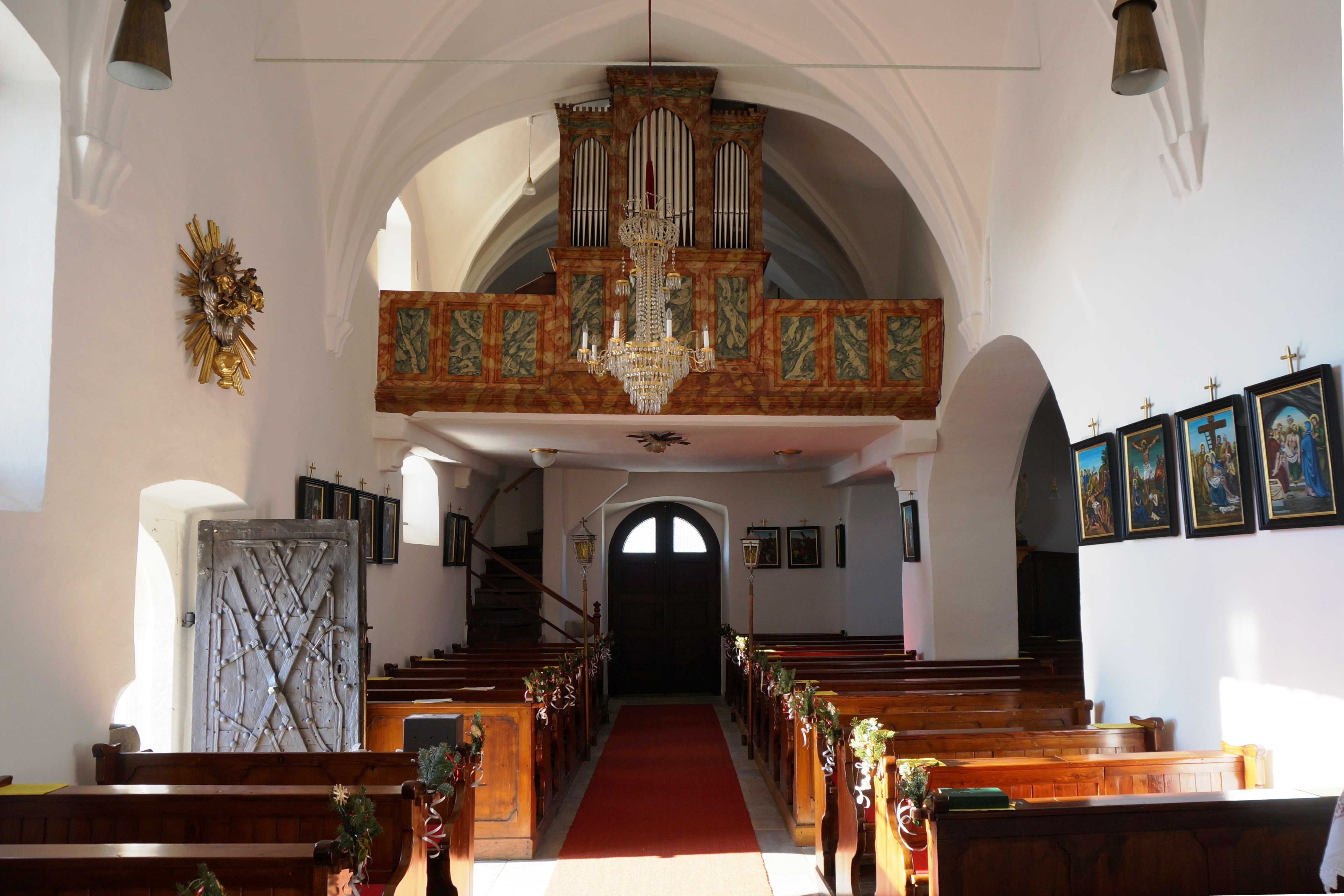
Vom Langhaus zur Orgelempore, links geöffnet die Eisenplattentüre des Südportals

Die Pfarrkirche Prebl steht im Ort Prebl in der Stadtgemeinde Wolfsberg im Bezirk Wolfsberg in Kärnten. Die dem Patrozinium des heiligen Martin von Tours unterstellte römisch-katholische Pfarrkirche gehört zum Dekanat Wolfsberg in der Diözese Gurk-Klagenfurt. Die Kirche und der Friedhof stehen unter Denkmalschutz (Listeneintrag).

## Geschichte
Die im Kern romanische und gotische Kirche wurde mehrmals nach Westen erweitert. 1998 wurde die Kirche außen restauriert.

## Architektur
An das Langhaus mit romanischen Langhausmauern schließt in gleicher Breite ein gotischer Choranbau aus dem 14. Jahrhundert an. Der Turm an der Nordseite des Langhauses hat rundbogige Zwillingsfenster und trägt einen achtseitigen Spitzhelm. Östlich am Turm steht der Sakristeianbau, westlich am Turm ein seitenschiffartiger zweijochiger wohl barocker Kapellenanbau. Sakristei und Kapellenanbau stehen mit dem Langhaus unter einem gemeinsamen schindelgedeckten Satteldach. Das spätgotische Südportal um 1500 hat einen verstäbten Eselrückenbogen, die Portaltüre ist mit Eisenplatten und Bändern reich beschlagen.
An der westlichen und südlichen Außenmauer der Kirche sind zwei römerzeitliche Fragmente von Grabinschriften vermauert mit der Inschrift ILLPRON 364, 367, und ein römerzeitliches Grabrelief mit Tierdarstellungen CSIR II/4, 382. Ein weiteres Fragment an der nordwestlichen Kirchhofmauer und in der Sakristei zeigen CiL III 5085 = II658; ILLPRON 365.
Das Kircheninnere zeigt im Langhaus ein vierjochiges gotisches Kreuzrippengewölbe aus dem 15. Jahrhundert mit rundbogigen Arkaden zu den beiden nördlichen kreuzgratgewölbten Seitenjochen. Der romanische Triumphbogen ist rundbogig. Der einjochige Chor mit einem Fünfachtelschluss und mit Kreuzrippengewölben auf Konsolen hat Maßwerkfenster, im Osten zweibahnig. Die gotische Sakramentsnische ist mit einem Wimperg überdacht.

## Ausstattung
Der Hochaltar aus dem dritten Viertel des 17. Jahrhunderts wurde 1745 und 1870 renoviert, die Ädikula über einem kleinen Sockel hat seitliche Konsolfiguren unter Baldachinbögen, der gesprengte Segmentgiebel mit einer kleinen Ädikula dient als Aufsatz. Der Hochaltar trägt eine Schnitzgruppe Krönung Mariens und die seitlichen Figuren Josef und Sebastian und im Aufsatz die Figur Florian.